# Boerhavia anisophylla
Boerhavia anisophylla är en underblomsväxtart som beskrevs av John Torrey. Boerhavia anisophylla ingår i släktet Boerhavia och familjen underblomsväxter. Inga underarter finns listade i Catalogue of Life.